# Budynek dworca kolejowego w Gronowie Elbląskim
Budynek dworca kolejowego w Gronowie Elbląskim – zabytkowy budynek dworca w Gronowie Elbląskim, wybudowany w latach 1870–1880.
Budynek dworca znajduje się przy trasie linii kolejowej nr 204 z czynną stacją kolejową Gronowo Elbląskie.

## Budynek
Budynek ma konstrukcję ryglową oraz wiele interesujących detali wykończeniowych (stolarka, kratki wentylacyjne). Obecnie bardzo zaniedbany. 21 kwietnia 1995 roku został wpisany do rejestru zabytków.

## Historia

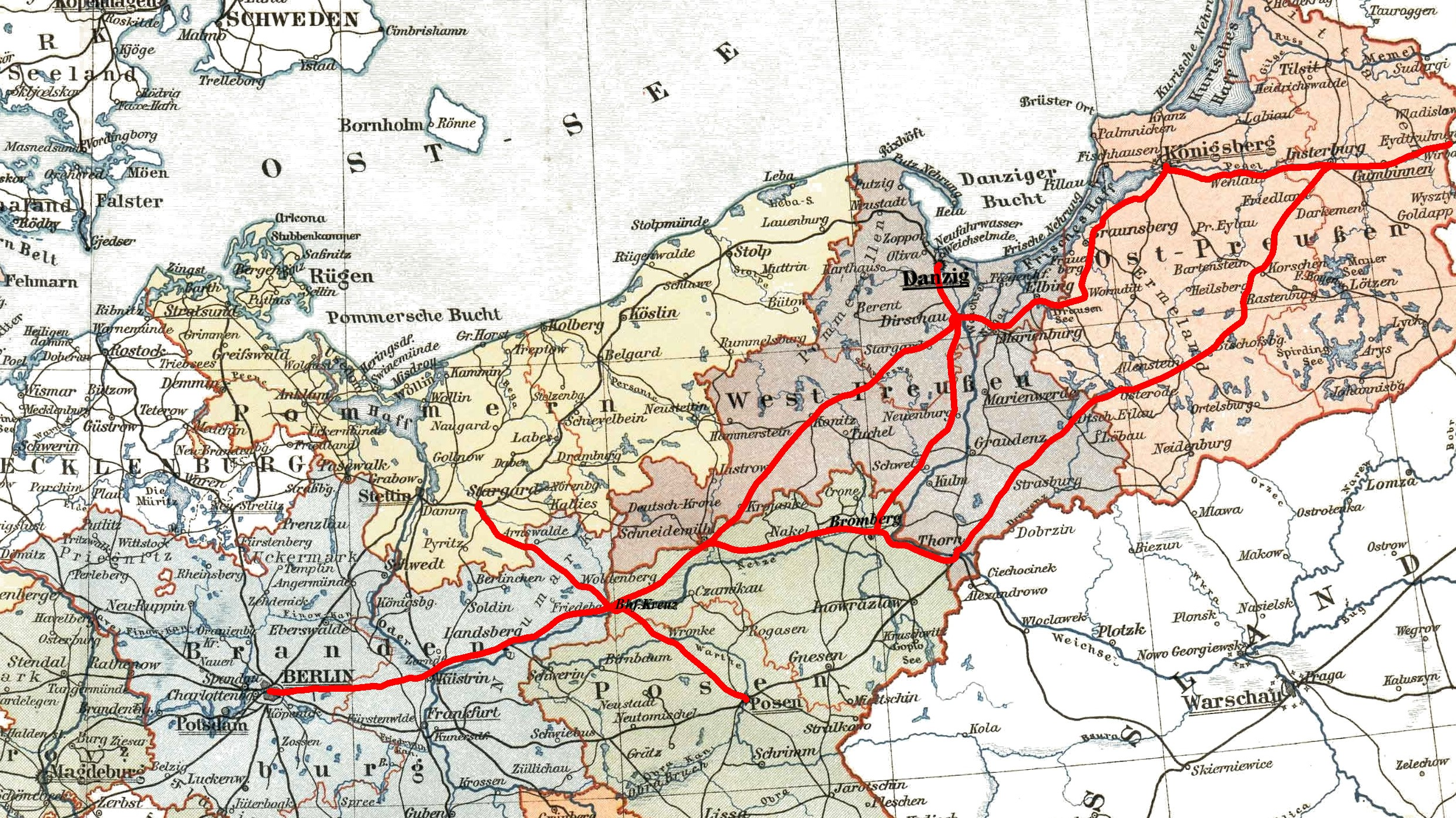
Sieć Pruskiej Kolei Wschodniej zaznaczona na mapie z 1905

19 października 1852 roku otwarto przedostatni odcinek Pruskiej Kolei Wschodniej łączący Malbork z Braniewem. Na trasie kolei znalazło się m.in. Gronowo Elbląskie, w którym na stacji kolejowej powstał pierwszy budynek dworca. Trzy dekady później – w 1882 roku w miejscowości powstał nowy budynek, który około 1900 roku został rozbudowany i w prawie niezmienionej formie istnieje do dziś.
Już sześć lat po otwarciu dworzec został zalany w trakcie wielkiej powodzi, która dotknęła Żuławy w 1888 roku. Wydarzenie to oraz wysoki stan wody w Gronowie upamiętniała metalowa tabliczka znajdująca się po prawej stronie drzwi wejściowych od strony peronów. Niestety, upamiętnienie z wyrytym napisem „HW 1888” (HW = Hochwasser, pol. wysoka woda) padło łupem złodziei na początku XXI wieku.